# Athyrium bourgaeui
Athyrium bourgaeui là một loài thực vật có mạch trong họ Woodsiaceae. Loài này được E. Fourn. miêu tả khoa học đầu tiên năm 1872.